# Bücherhallen Hamburg

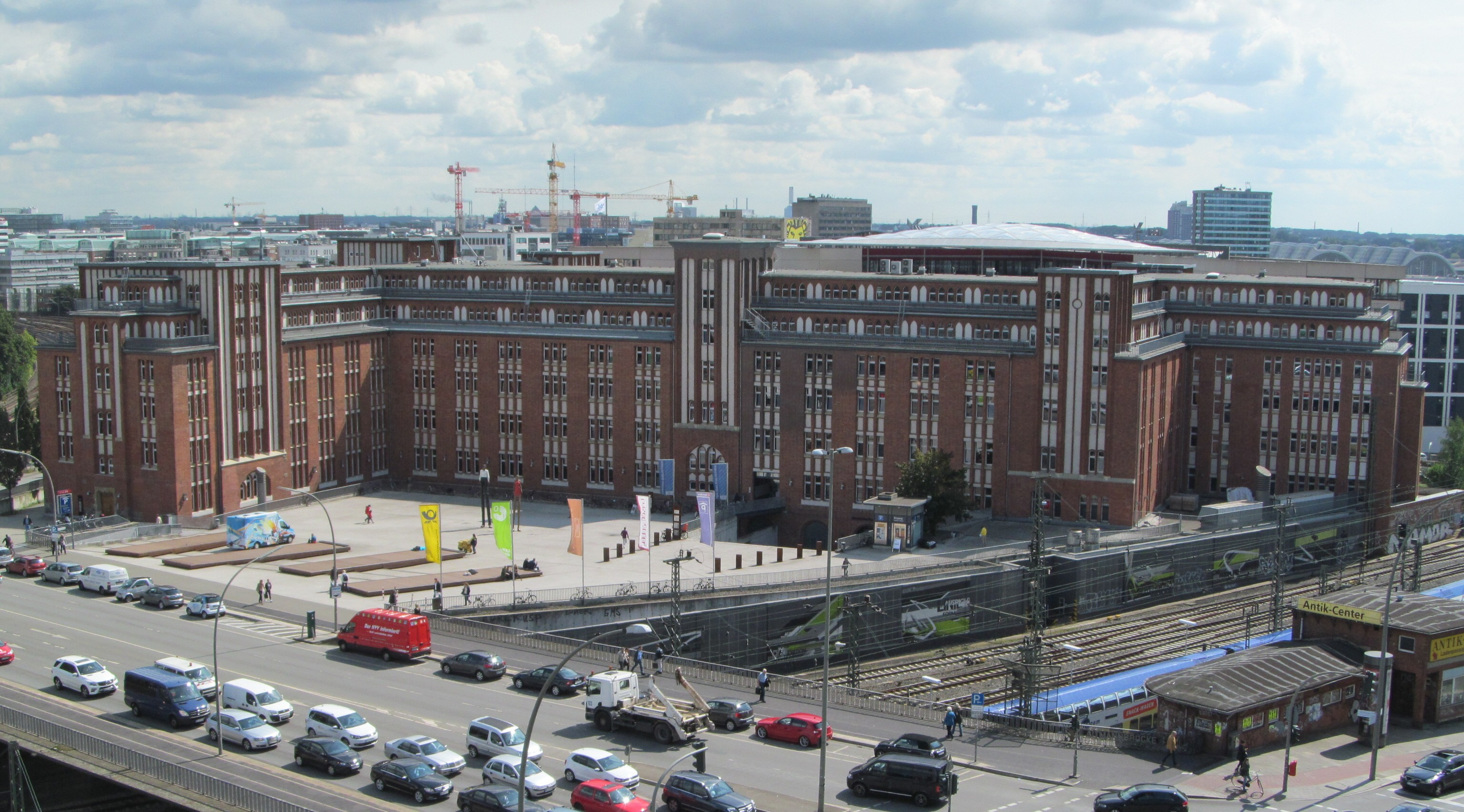
Zentralbibliothek im ehemaligen Bahnpostamt am Hühnerposten (2014)

Die Bücherhallen Hamburg (früher Hamburger Öffentlichen Bücherhallen) wurden 1899 von der Patriotischen Gesellschaft von 1765 gegründet und sind heute als eine gemeinnützige Stiftung privaten Rechts (Stiftung Hamburger Öffentliche Bücherhallen) Betreiberin von öffentlichen Bibliotheken im Stadtstaat Hamburg. Mit einem Bestand von 1,7 Millionen Medien, jährlich über 3,7 Millionen Besuchern und rund 12 Millionen ausgeliehenen Medien pro Jahr sind sie das größte kommunale Bibliothekssystem in Deutschland und die publikumsstärkste Kultureinrichtung Hamburgs.

## Organisation
Zu den Bücherhallen Hamburg gehören eine Zentralbibliothek mit integrierter Kinder- und Jugendbibliothek, 32 Stadtteilbibliotheken, zwei Bücherbusse für die ländlichen Außenbezirke sowie sechs Gefängnisbibliotheken.
Die Bücherhallen beschäftigen insgesamt 420 Mitarbeiter, die von rund 600 Ehrenamtlichen unterstützt werden. Der Gesamtaufwand betrug 2016 33,6 Millionen Euro (davon 20,6 Mio. € für Personal sowie 11,9 Mio. € Sachaufwand inkl. 3,6 Mio. € Medienmittel).
Die Stiftung wird von einem zweiköpfigen Vorstand geleitet, bestehend aus der Bibliotheksdirektorin Frauke Untiedt und dem kaufmännischen Geschäftsführer Philipp Leist. Dem Stiftungsrat gehören elf Mitglieder an, darunter Vertreter der Stadt, der Patriotischen Gesellschaft von 1765 und der Alfred Toepfer Stiftung F. V. S.

## Geschichte

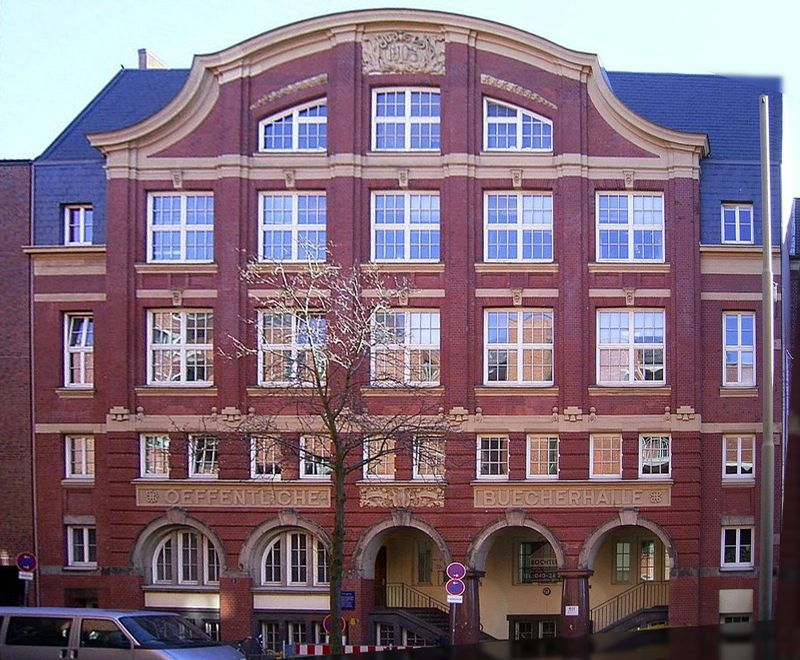
Kohlhöfen 21, erster Neubau von 1910 (Architekt: Hugo Groothoff) und bis 1971 Stammhaus der Bücherhallen

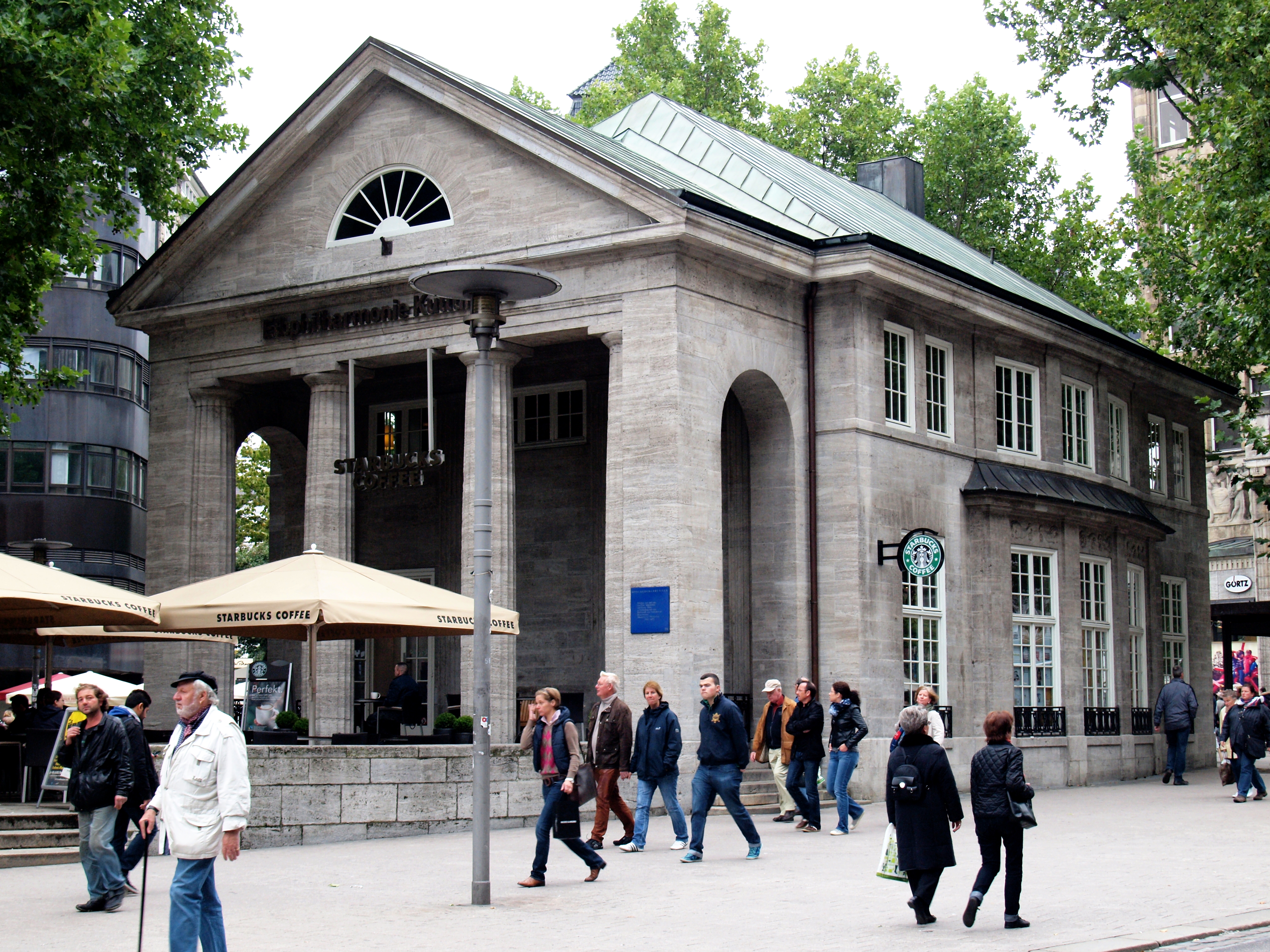
Volkslesehalle in der Mönckebergstraße, erbaut 1914 von Fritz Schumacher und bis 1971 Zweigbibliothek „Mitte“, seither u. a. gastronomisch genutzt.

### Gründung und frühe Jahre
Die ersten Bücherhallen entstanden zunächst unter dem Dach der Patriotischen Gesellschaft. Als Initiator gilt der Jurist Eduard Hallier, der mit finanzieller Unterstützung der Fabrikanten Hermann Blohm und Rudolf Schülke den Vorstand der Patriotischen Gesellschaft 1897 überzeugte, in Hamburg eine Volksbibliothek nach dem Vorbild der englischen public libraries ins Leben zu rufen. Die Namensgebung „Bücherhalle“ bezog sich auf die damalige Bücherhallenbewegung, die breiten Volksschichten den Zugang zur Literatur eröffnen wollte, damit aber auch „volkspädagogische“ Absichten verband und teilweise gegen den als „schädlich“ empfundenen Einfluss der sozialdemokratischen Arbeiterbildungsvereine gerichtet war.
Die Eröffnung der ersten Bücherhalle erfolgte am 1. Oktober 1899 mit rund 6000 Bänden in der Neustadt an den Kohlhöfen 21 in einem von der Stadt kostenlos zur Verfügung gestellten Gebäude, das 1910 durch einen Neubau von Hugo Groothoff ersetzt wurde. Dieser Neubau war erstmals mit einem Freihandbereich für „belehrende Literatur“ ausgestattet, während Belletristik und Jugendliteratur über einen sogenannten „Indikator“ ausgewählt und am Ausleihtresen bestellt werden mussten. Bereits ab 1903 entstanden weitere Bücherhallen am Pferdemarkt (bis 1911; 1915 ersetzt durch die Zweigstelle Mönckebergstraße) sowie in den Stadtteilen Rothenburgsort (1905), Barmbek (1909), Hammerbrook (1912) und Eilbek (1915). Die Ausleihzahlen stiegen bis zum Ersten Weltkrieg auf 2 Millionen im Jahr an.
1919 wurden die Bücherhallen von der Patriotischen Gesellschaft getrennt und in eine eigenständige Stiftung überführt. Trotz großer finanzieller Probleme konnte 1927 eine weitere Bücherhalle in Eppendorf eröffnet werden, die wie zuvor schon diejenigen in Barmbek und Hammerbrook im dortigen Hallenbad untergebracht war.

### Nationalsozialismus und Zweiter Weltkrieg
Bereits kurz nach der Wahl des ersten Hamburger Senats unter nationalsozialistischer Führung im März 1933 wurden auch in den Bücherhallen in großer Zahl „undeutsche“ Bücher aussortiert, im Mai kam es zu zwei öffentlichen Bücherverbrennungen in Hamburg: am 15. Mai 1933 am Kaiser-Friedrich-Ufer sowie am 30. Mai auf dem Lübeckertorfeld. Vereinzelt gelang es Mitarbeitern aber auch, ausgesonderte Schriften auf Spitzböden und in Kellern zu verstecken, darunter auch die wertvolle Sammlung der Musikbibliothek mit Werken von Mendelssohn, Mahler, Schreker, Schönberg, Hanslick u. a.
1937 wurden die acht 1919 entstandenen Wandbilder von Maximilian Jahns in der Bücherhalle Kohlhöfen auf Anweisung der Nationalsozialisten übermalt. Ebenfalls 1937 wurde eine weitere Bücherhalle auf der Veddel eröffnet und nach dem Groß-Hamburg-Gesetz die Stadtbibliotheken von Altona, Harburg und Wandsbek sowie zahlreiche kleinere Bibliotheken in den ehemals preußischen Umlandgemeinden integriert.
Ende Oktober 1938 wurden Schilder Juden unerwünscht an den Bibliotheken angebracht. Schon zuvor waren jüdische Mitarbeitende entlassen worden. Führungskräfte sowie Mitarbeitende gestalteten den Übergang zur Diktatur aktiv mit und passten Kataloge, Systematiken sowie Servicedienstleistungen an die Gesetze des nationalsozialistischen Unrechtsstaates an. Im Jahr 2024 erschien eine umfangreiche Studie der Historikerin Frauke Steinhäuser, die im Auftrag der Bücherhallen Hamburg die Geschichte der Bücherhallen Hamburg im Nationalsozialismus aufarbeitete.
Durch die Luftangriffe im Zweiten Weltkrieg verloren die Bücherhallen rund 83.000 Bände, mehrere Filialen wurden komplett zerstört oder schwer beschädigt. Nach dem Krieg war der Buchbestand durch Bombenschäden und die anschließende Aussonderung von Büchern nationalsozialistischen Inhalts auf 160.000 Titel geschrumpft.

### Wiederaufbau und Expansion

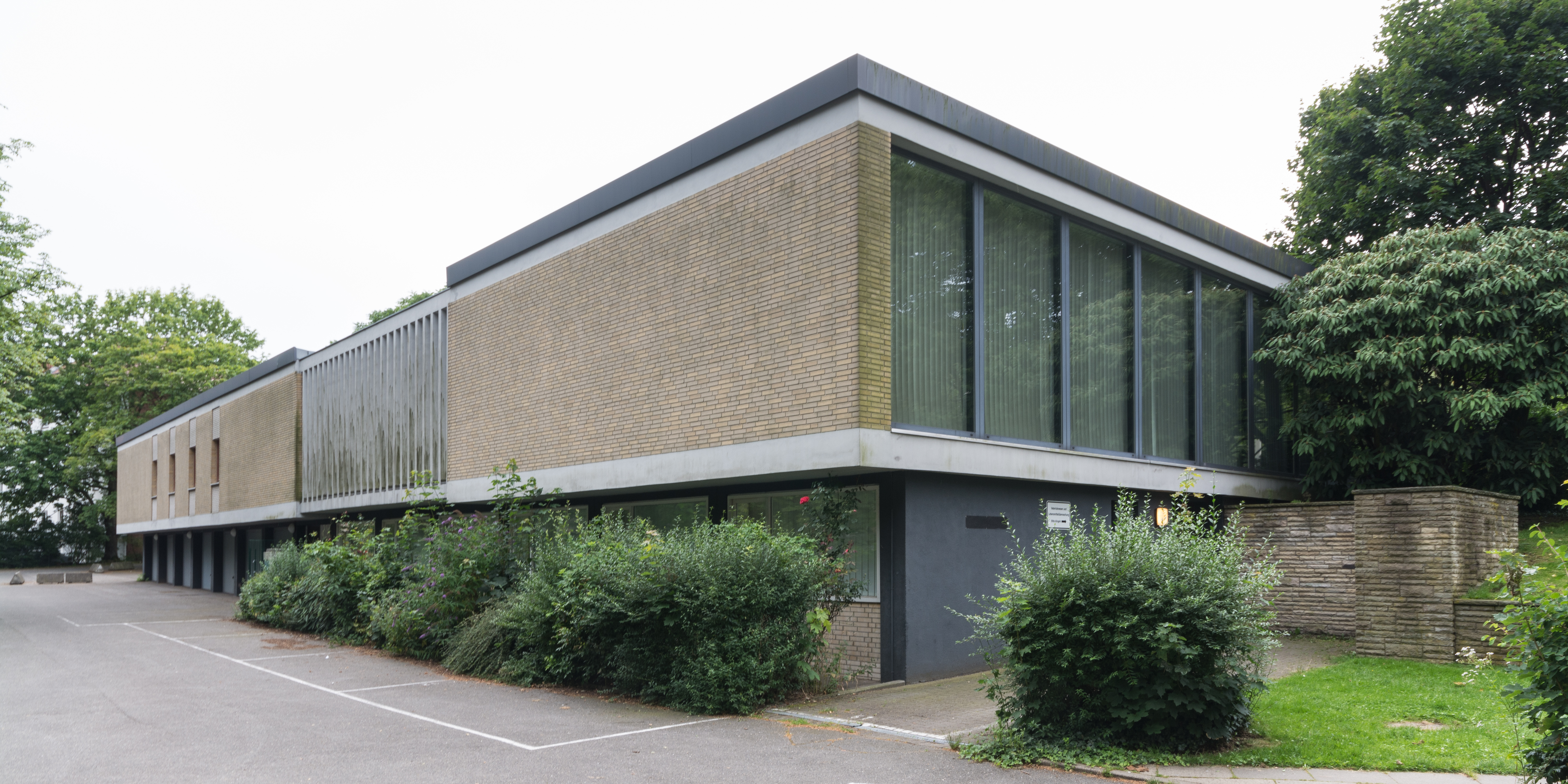
Ehemalige Bücherhalle Eppendorf (1963–1996). heute Kundenzentrum des Bezirksamtes

Nach dem Krieg erlebten die Bücherhallen einen enormen Aufschwung, zahlreiche Stadtteilbibliotheken wurden wieder- oder neueröffnet. 1955 bestanden 23 Stadtteilbibliotheken sowie die Musikbücherei. Bis 1988 erhöhte sich ihre Zahl auf 56 Stadtteilbüchereien, 82 neben- oder ehrenamtlich geleitete Büchereien und Buchausgabestellen (davon 19 in den Justizvollzugsanstalten), dazu die Zentralbibliothek, die Musikbücherei sowie drei Autobüchereien, die die Außenbezirke bedienten.

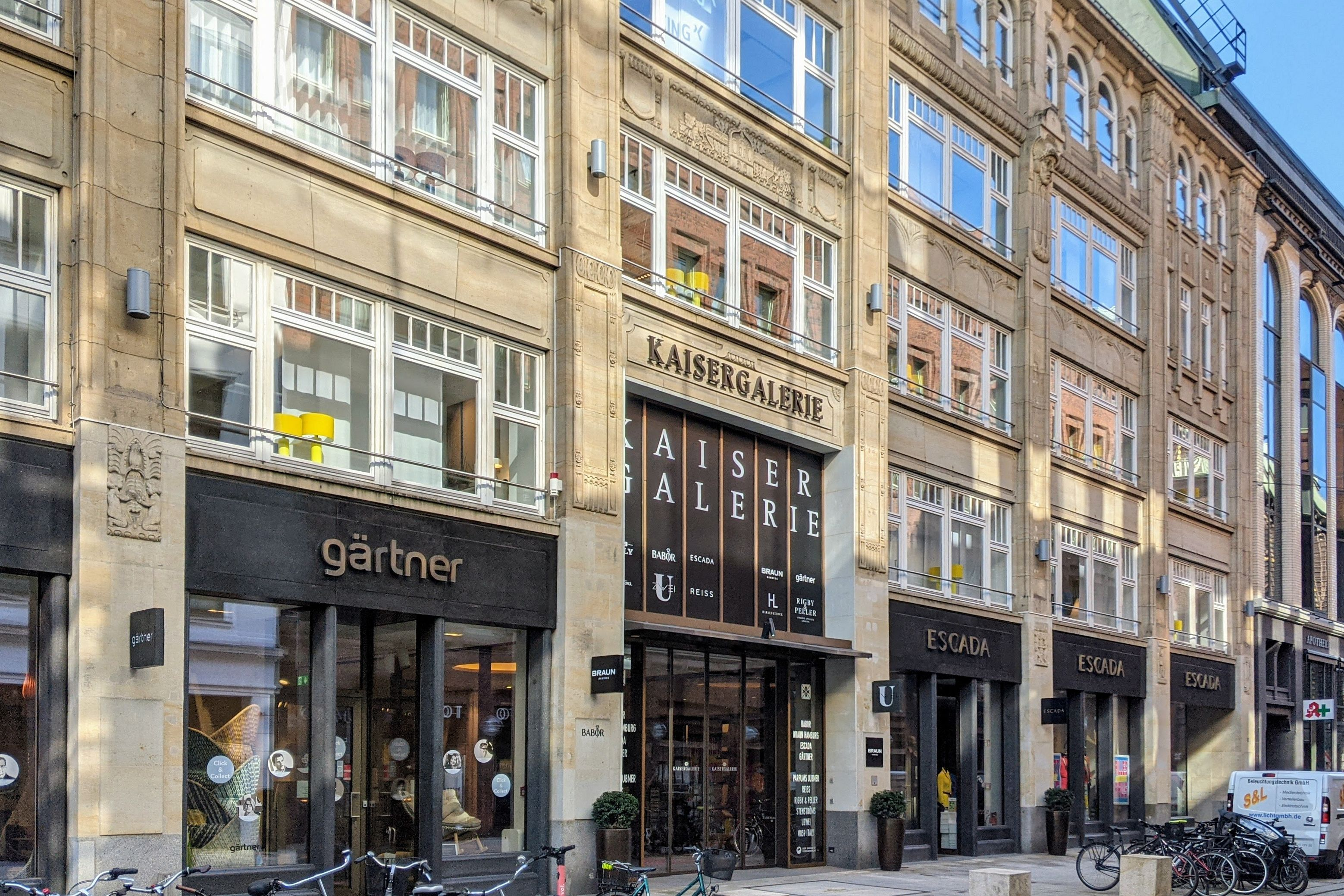
Kaisergalerie Große Bleichen, Sitz der Zentralbibliothek von 1986 bis 2004

Die Zentralbibliothek zog 1971 in ihr neues Domizil in der Landesbank-Galerie am Gertrudenkirchhof. 1986 erfolgte der Umzug in die 1907–1909 von Emil Grossner erbaute Kaisergalerie in den Großen Bleichen 36; dort teilte sich die Zentralbibliothek das Gebäude mit dem benachbarten Ohnsorg-Theater.

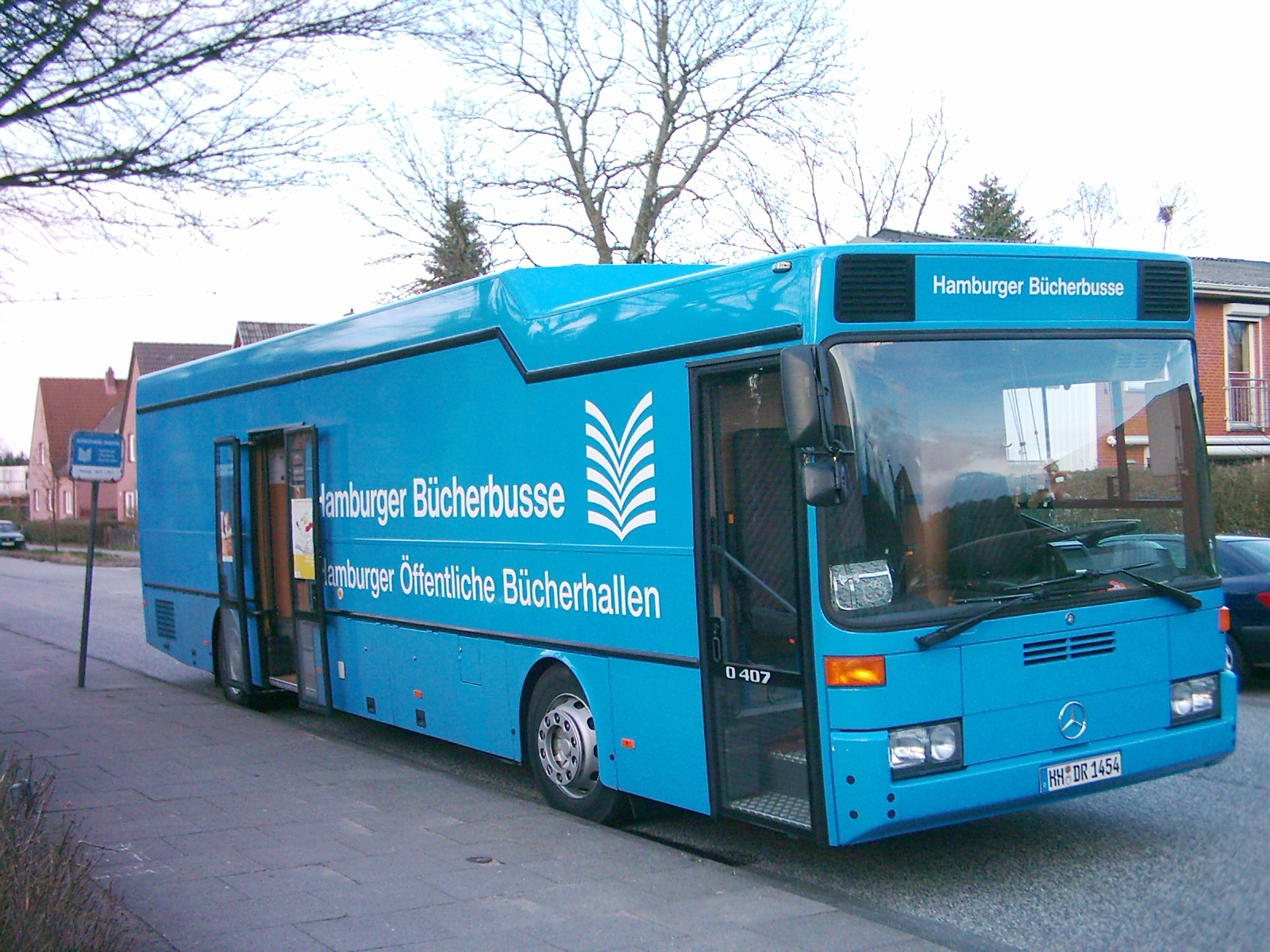
Einer der zwei Bücherbusse der Bücherhallen Hamburg

Im Januar 1990 wurde Friedrich Andrae, seit 1967 Direktor der Bücherhallen, durch den Hamburger FDP-Kulturpolitiker und ehemaligen Senatsbeauftragten für Film Hanno Jochimsen abgelöst. Jochimsen trieb Strukturreformen und die Computerisierung des Gesamtsystems voran. 1996 übernahm Birgit Dankert die Leitung der Bücherhallen Hamburg und kündigte vier Monate später aufgrund von Meinungsverschiedenheiten zwischen Senat und Stiftung aufgrund von geforderten drastischen Einsparungen mit dem Ziel der Schließung von zahlreichen Bücherhallen in den Stadtteilen. Die Nachfolge trat im Juni 1996 ihre damalige Stellvertreterin Hella Schwemer-Martienßen an, die im September 2019 in den Ruhestand trat.

### Schrumpfung und Neuausrichtung
1988 umfasste das System eine Zentralbibliothek, die Musikbücherei, 56 Stadtteilbüchereien, 82 neben- oder ehrenamtlich geleitete und durch die Fachstelle betreute Büchereien bzw. Buchausgabestellen (davon 19 in den Justizvollzugsanstalten) sowie drei Autobüchereien, die die Außenbezirke bedienten. Seit 1995 wurden 23 meist kleinere Standorte geschlossen. Im Jahr 2006 gab es noch 39 Bücherhallen, davon wurden 20 Standorte neu bezogen und ausgestattet.

Bereits Ende der neunziger Jahre setzten erhebliche Verkleinerungsmaßnahmen am Standort Große Bleichen ein. Mehrere Stockwerke wurden anderen Mietparteien überlassen und der ehemalige Eingangsbereich mit den Ausleihgeräten im Erdgeschoss wurde mit dem Eingangsbereich des Ohnsorg-Theaters zusammengelegt; die Geräte wurden direkt auf die verbliebenen Stockwerke verlegt.

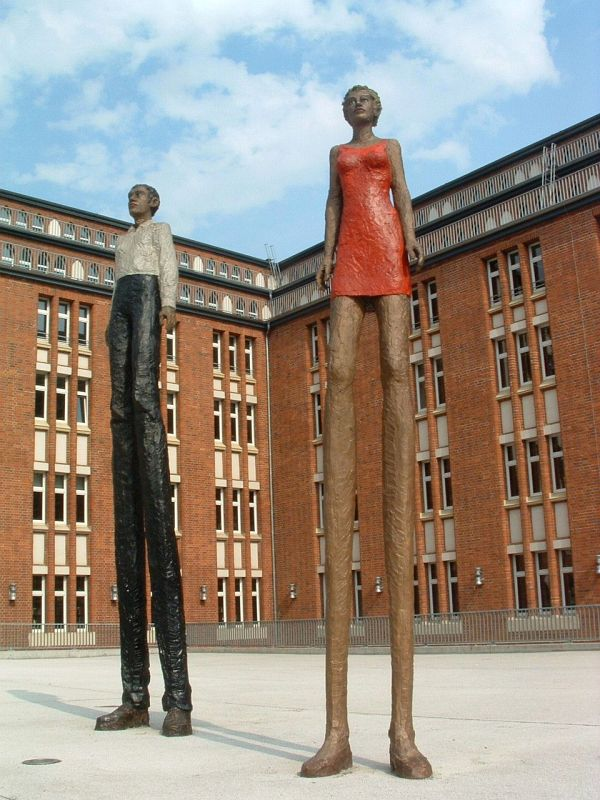
Mann und Frau von Stephan Balkenhol vor der Zentralbibliothek

Im Januar 2004 zog die Zentralbibliothek zunächst als Provisorium ins ehemalige Bahnpostamt Hühnerposten, direkt am Hamburger Hauptbahnhof. Vor dem Haupteingang stehen seit Oktober 2004 die beiden fünf Meter hohen Bronzeskulpturen Mann und Frau des Bildhauers Stephan Balkenhol.
Im Dezember 2005 öffnete die Jugendbibliothek Hoeb4U in den Zeisehallen in Ottensen. Nachdem das Neubauprojekt für eine Zentralbibliothek am Domplatz im Winter 2006/2007 platzte, wurde der Standort am Hühnerposten von 2008 bis 2011 zu einem Haus für Kinder, Jugendliche und Erwachsene ausgebaut. Am 26. Oktober 2009 wurde die neue Bücherhalle „Elbvororte“ in einem Neubau am Bahnhof Blankenese eröffnet, in die die kurz zuvor geschlossenen Standorte in Iserbrook und Rissen aufgingen. Die Bücherhallen Wandsbek und Dehnhaide zogen 2009 in neu gebaute Räume in unmittelbarer Nachbarschaft der alten Standorte und verbesserten so ebenfalls signifikant Umfeld und Angebot.
Aktuell betreiben die Bücherhallen Hamburg außer der Zentralbibliothek mit Kinderbibliothek, der Jugendbibliothek sowie den zwei Bücherbussen auch 32 Stadtteilbibliotheken. Am 26. Februar 2014 veröffentlichten die Bücherhallen Hamburg eine App, mit der das Medienangebot und entsprechende Leistungen über Smartphones mit den Betriebssystemen Apple iOS oder Android genutzt werden kann.

### Liste der Direktoren
- Gottlieb Fritz (1899)
- Ernst Schultze (1900–1903)
- Otto Plate (1903–1930)
- Wilhelm Schuster (1931–1934)
- Albert Krebs (1934–1938)
- Rudolf Joerden (1938–1966, 1939–45 kriegsbedingt vertreten durch Martha Böhmer)

- Friedrich Andrae (1967–1990)
- Hanno Jochimsen (1990–1995)
- Birgit Dankert (Jan–Apr 1996)
- Hella Schwemer-Martienßen (1996–2019)
- Frauke Untiedt (seit September 2019)

## Standorte

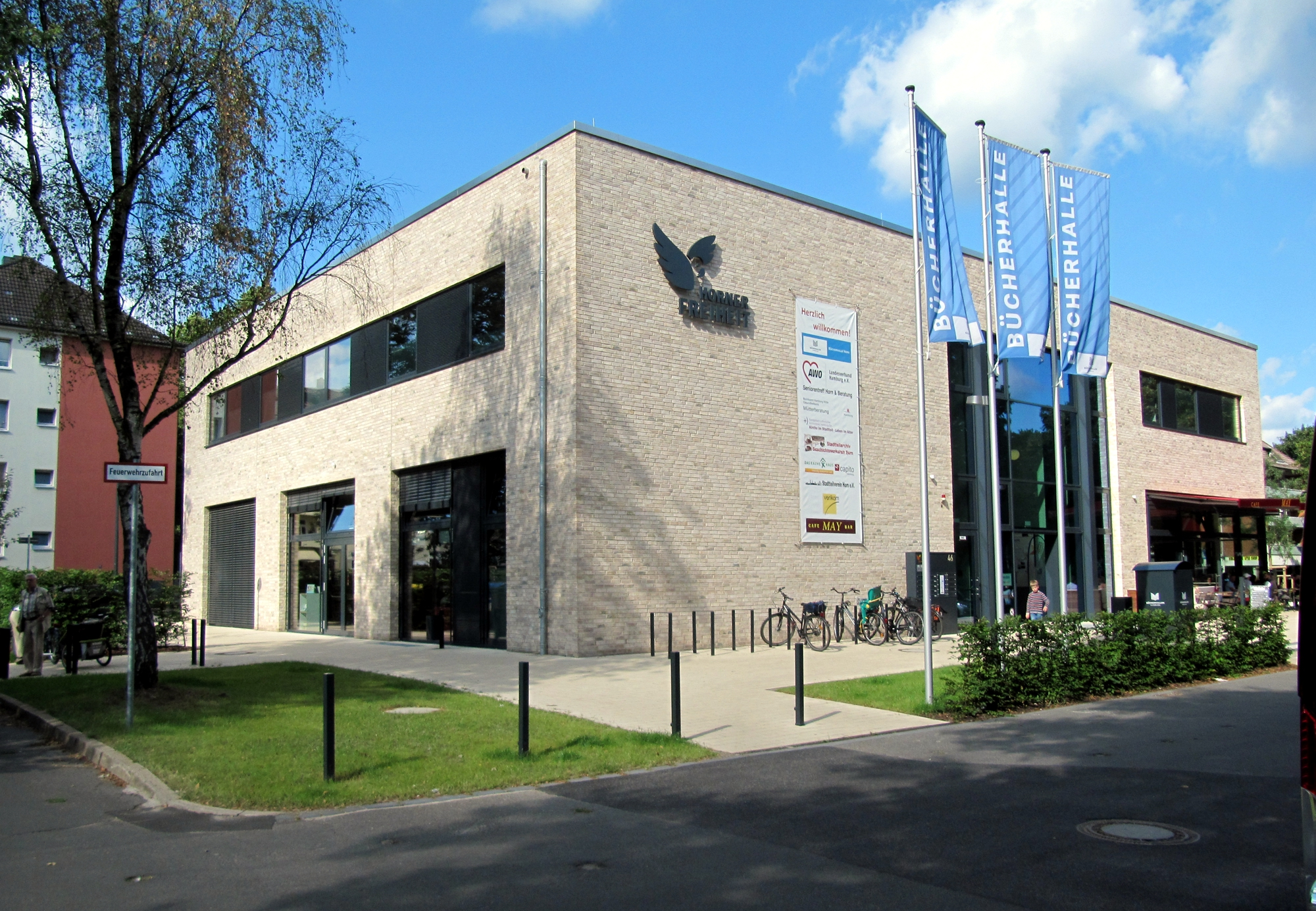
Neubau der Bücherhalle in Hamburg-Horn (eröffnet 2016)

Neben der Zentralbibliothek am Hühnerposten und den zwei Bücherbussen existieren nach den Schließungen und Zusammenlegungen seit den 1990er Jahren folgende Zweigstellen im Hamburger Stadtgebiet:
Alstertal (Poppenbüttel), Altona (Ottensen), Barmbek (Barmbek-Nord), Bergedorf, Billstedt, Bramfeld, Dehnhaide (Barmbek-Süd), Eidelstedt, Eimsbüttel, Elbvororte (Blankenese), Farmsen, Finkenwerder, Fuhlsbüttel, Harburg, Holstenstraße, Horn, Jenfelder Au (Jenfeld), Kirchdorf, Langenhorn, Lokstedt, Mümmelmannsberg, Neuallermöhe, Neugraben, Niendorf, Osdorfer Born, Rahlstedt, Schnelsen, Steilshoop, Volksdorf, Wandsbek, Wilhelmsburg, Winterhude.

## Besondere Bibliotheken
Die Hamburger Musikbibliothek zählt mit rund 12.000 CDs, 20.000 Büchern und 65.000 Noten, einer Programmzettel-Sammlung und zahlreichen Komponisten-Nachlässen zu den bedeutendsten öffentlichen Musikbibliotheken Deutschlands. Sie wurde 1915 als eigenständige Sammlung in der Schule Rosenstraße gegründet und ab 1922 geleitet von Rudolph Tschierpe, dem es nach 1933 gelang, zahlreiche Werke jüdischer und als „entartete“ Musik eingestufter Künstler vor den nationalsozialistischen Machthabern zu verstecken, darunter Werke von Mendelssohn, Mahler, Schreker, Schönberg, Hanslick u. a. 1940 wurde die Musikbibliothek an die Bücherhallen-Stiftung angegliedert und ist nach zahlreichen Umzügen spätestens seit den 1990er Jahren Teil der Zentralbibliothek.
Die Jugendbibliothek Hoeb4U wurde am 9. Dezember 2005 als erste deutsche Jugendbibliothek in den Zeisehallen im Stadtteil Ottensen eröffnet. Seit dem 9. September 2016 ist sie ebenfalls im Gebäude der Zentralbibliothek am Hühnerposten untergebracht. Sie ist ein beliebter Treffpunkt für junge Erwachsene. In ihrem Bestand befinden sich aktuelle Medien für Freizeit und Unterhaltung wie Konsolenspiele, Mangas und an Jugendliche adressierte Literatur. Die Hoeb4U ist eine Ausbildungsbibliothek, in der vor allem Auszubildende im zweiten Ausbildungsjahr eingesetzt werden. Im Jahr 2019 besaß die Jugendbibliothek ca. 17.800 Medien, die 151.000 mal ausgeliehen wurden. Zusätzlich haben alle Stadtteil-Bücherhallen einen eigenen Jugendbereich.
Die heutige Kinderbibliothek (Kibi, früher Kolibri) entstand 1997 als sponsorenfinanzierte und teilweise ehrenamtlich betreute Einrichtung in der ehemaligen Filiale Mittelweg. Seit 2008 ist sie auf rund 700 m2 in der Zentralbibliothek Hühnerposten untergebracht. Bereits 1909 gab es in der Filiale Rothenburgsort ein erstes Jugendschriften-Verzeichnis, ab 1936 einen ersten Kinder- und Jugendlesesaal im Stammhaus Kohlhöfen.